# 輪中の郷
輪中の郷（わじゅうのさと）は、三重県桑名市長島町西川にある博物館類似施設。

## 概要
輪中をテーマに長島の歴史等を紹介することを目的に民具・古文書・絵画等の収集・展示を行っている。

## 施設概要
館内は歴史民俗資料館の機能を持った「アミュージアムエリア」と産業体験館としての機能を持った「アクティブエリア」として、A～Gの7つの展示室が設けられている。
展示室の概要は以下の通り。
- Aゾーン（エントランス・ホール）
- Bゾーン（長島のあゆみ）
- Cゾーン（明日への遺産）
- Dゾーン（輪中のくらし）
- Eゾーン（企画展示）
- Fゾーン（長島からの贈り物）
- Gゾーン（明日への創造）

## 沿革
- 1993年（平成5年）5月2日 - 設置[2]。

## 公式サイト
- 公式ウェブサイト
- 輪中の郷 公式サイト - 閉鎖。（2017年9月11日時点のアーカイブ）